# 泉田駅
泉田駅（いずみたえき）は、山形県新庄市大字泉田にある、東日本旅客鉄道（JR東日本）奥羽本線の駅である。

## 歴史
- 1913年（大正2年）7月15日：開業[2][3]。
- 1964年（昭和39年）3月31日：貨物の取り扱いを廃止[2]。
- 1970年（昭和45年）10月1日：荷物の扱いを廃止[4]。無人化[3][5]。
- 1987年（昭和62年）4月1日：国鉄分割民営化により、JR東日本の駅となる[2]。
- 2000年（平成12年）3月20日：駅舎を改築。
- 2024年（令和6年）10月1日：えきねっとQチケのサービスを開始[1][6]。

## 駅構造
島式ホーム1面2線を有する地上駅で、新庄駅管理の無人駅である。駅舎とホームは跨線橋で連絡している。また、貨物ホーム跡や引込み線などもあり、保線用モーターカーが止まっていることがある。

### のりば
| 番線 | 路線      | 方向 | 行先                   |
| ---- | --------- | ---- | ---------------------- |
| 1    | ■奥羽本線 | 上り | 新庄方面               |
| 2    | ■奥羽本線 | 下り | 真室川・湯沢・秋田方面 |

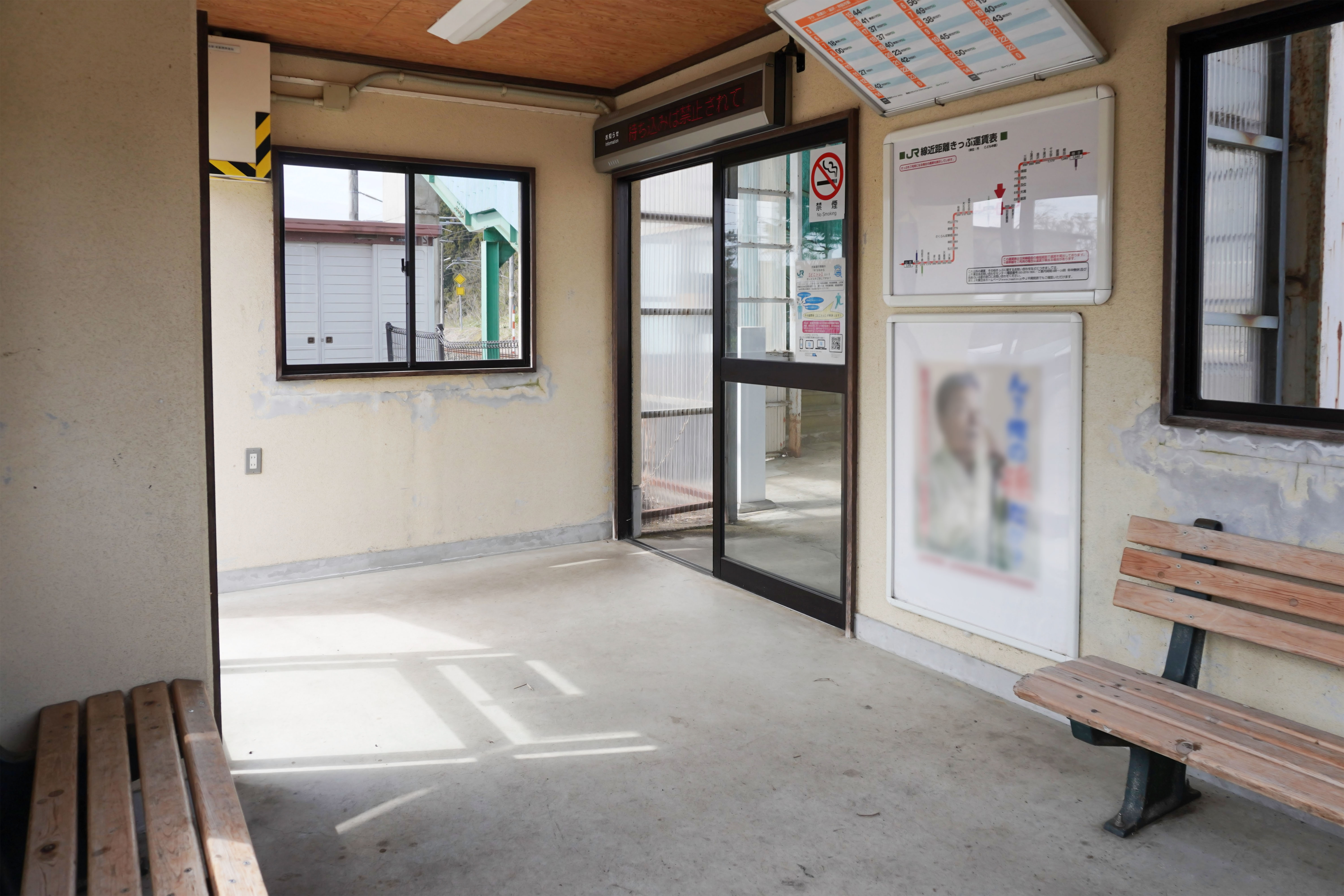
待合室（2024年4月）
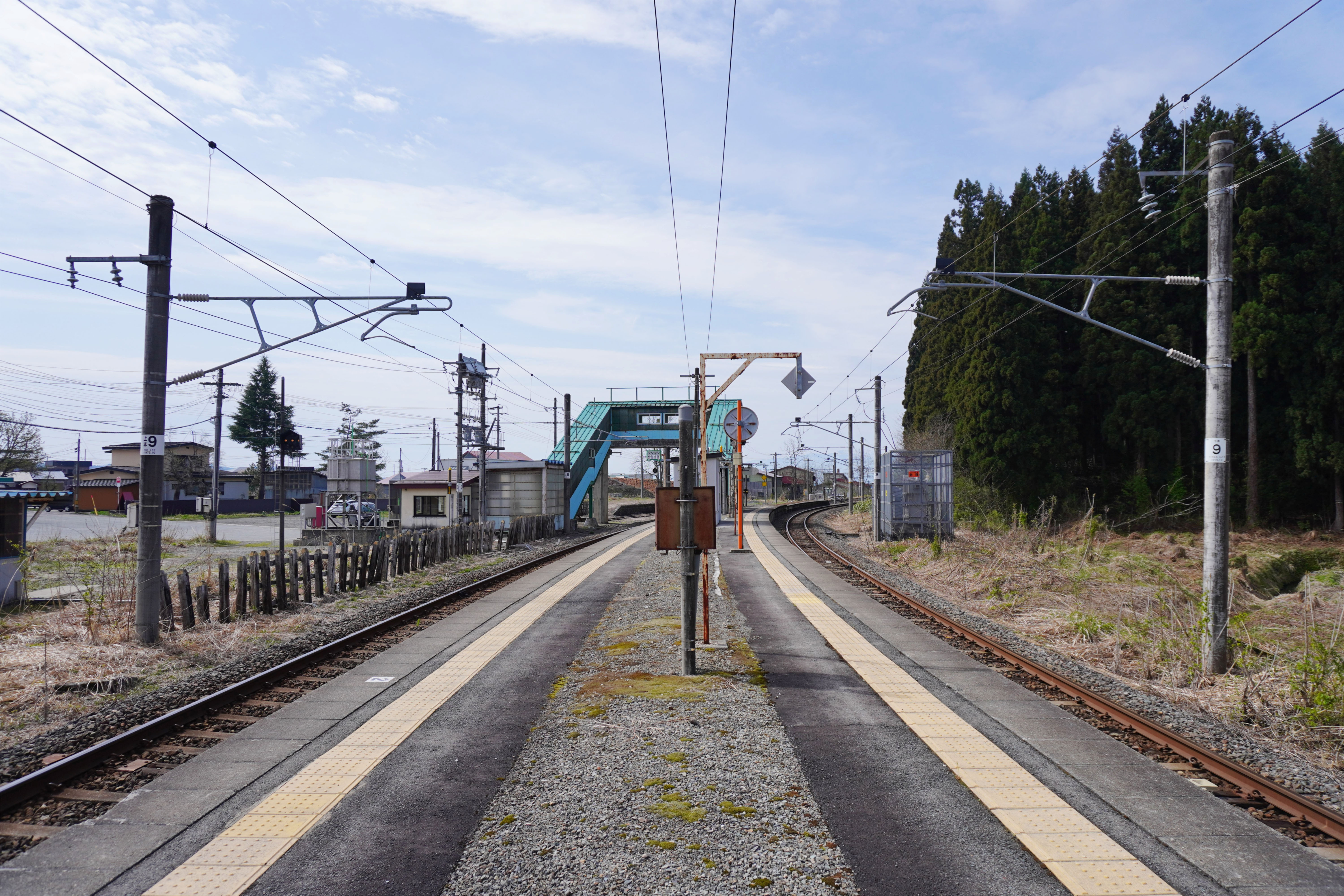
ホーム（2024年4月）

## 利用状況
「山形県の鉄道輸送」によると、2000年度（平成12年度）- 2004年度（平成16年度）の1日平均乗車人員の推移は以下のとおりであった。
| 乗車人員推移       | 乗車人員推移     | 乗車人員推移 |
| 年度               | 1日平均 乗車人員 | 出典         |
| ------------------ | ---------------- | ------------ |
| 2000年（平成12年） | 27               | [ 8 ]        |
| 2001年（平成13年） | 40               | [ 8 ]        |
| 2002年（平成14年） | 37               | [ 8 ]        |
| 2003年（平成15年） | 36               | [ 8 ]        |
| 2004年（平成16年） | 33               | [ 8 ]        |

## 駅周辺
- 山形最上ドライビングスクール（旧：日通自動車学校山形校）
- 泉田郵便局
- 国道13号

## 隣の駅
東日本旅客鉄道（JR東日本）
■奥羽本線
□快速
通過
■普通
新庄駅 - 泉田駅 - 羽前豊里駅